# Mistrzostwa Austrii w Lekkoatletyce 1917
Mistrzostwa Austrii w Lekkoatletyce 1917 – zawody lekkoatletyczne, które odbyły się w dniach: 29 czerwca – 1 lipca 1917 w Wiedniu. 

## Rezultaty

### Mężczyźni
| Konkurencja:                    | 1. miejsce           | Rezultat |
| Bieg na 100 metrów              | Ludwig Mang          | 11,4     |
| Bieg na 200 metrów              | Rudolf Rauch         | 23,9     |
| Bieg na 400 metrów              | Robert Peschek       | 55,0     |
| Bieg na 800 metrów              | Arthur Steiner       | 2:07,7   |
| Bieg na 1500 metrów             | Arthur Steiner       | 4:42,2   |
| Bieg na 5000 metrów             | Hermann Mannsfeld    | 17:42,1  |
| Bieg na 110 metrów przez płotki | Ludwig Mang          | 16,6     |
| Skok wzwyż                      | Ludwig Mang          | 1,60     |
| Skok o tyczce                   | Erich Friedmann      | 3,00     |
| Skok w dal                      | Rudolf Rauch         | 6,81     |
| Pchnięcie kulą                  | Ludwig Mang          | 10,59    |
| Rzut dyskiem                    | Wilhelm Schwarzinger | 31,30    |
| Rzut oszczepem                  | Rudolf Rauch         | 35,16    |